# ماری انینگ
ماری انینگ (انگلیسی: Mary Anning؛ ۲۱ مه ۱۷۹۹–۹ مارس ۱۸۴۷) دیرینه‌شناس، گردآورندهٔ فسیل و فروشندهٔ انگلیسی است که به دلیل یافته‌های خود در بسترهای فسیل دریایی ژوراسیک در صخره‌های امتداد کانال انگلیس در لایم ریجیس در شهرستان دورست در جنوب غربی انگلستان شناخته شده‌است. یافته‌های انینگ به تغییر تفکر علمی در مورد زندگی ماقبل تاریخ و تاریخ زمین کمک کرد.
پدر و مادر ماری انینگ در سواحل جنوبی بریتانیا زندگی می‌کردند. پدرش کمدساز بود اما گاهی نیز فسیل جمع می‌کرد و از این طریق مهارت‌های شناسایی و جمع‌آوری فسیل‌ها به ماری انینگ رسید. فسیل‌های ایکتیاسور (یکی از شکارچیان دریایی مهم عصر دایناسورها) اولین بار توسط ماری انینگ (در سواحل دورست بخش لایم رجیس) کشف شد.
شاید مهم‌ترین کشف وی از دیدگاه علمی کشف پلسیوزور باشد.
اینکه حدود دو قرن پیشیک زن جوان آنﮫم از یک خانواده فقیر توانسته به چنان دانش و مﮫارت‌هایی دست یابد، مسئله مهمی بود.
با کشف فسیل یک ایکیتوزورا (تمنودونتوسور)، ماری انینگ فقیر بر سر زبان‌ها افتاد. پس از آن فسیلهایی که او و خانواده‌اش جمع کرده بودند مورد توجه موزه‌داران و دانشمندان قرار گرفت و ثروتمندان اروپایی نیز که علاقه‌مند به کلکسیونﮫای خاص بودند را به خود جلب کرد. ماری انینگ کمک فراوانی به بازسازی تاریخ و حیات گذشته زمین نموده‌است.
در سال ۱۸۳۹ یکی از مقالات وی در مجله علمی تاریخ طبیعی چاپ شد و چارلز دیکنز هم در یکی از نوشته‌هایش او را - دختر یک نجار فقیر که توانسته به موفقیت (علمی) برسد – ستود.
۱۶۳ سال بعد از مرگ ماری اننیگ، (سال ۲۰۱۰) انجمن سلطنتی (انجمن سلطنتی لندن برای پیشرفت دانش طبیعی) از او تقدیر کرده و یادآور شد وی در شمار ده زن بریتانیایی است که به تاریخ علم خدمت کرده‌اند.